# Lecidea bullata
Lecidea bullata är en lavart som först beskrevs av Körb., och fick sitt nu gällande namn av Theodor 'Thore' Magnus Fries. Lecidea bullata ingår i släktet Lecidea och familjen Lecideaceae.   Inga underarter finns listade i Catalogue of Life.